# Pluralism religios

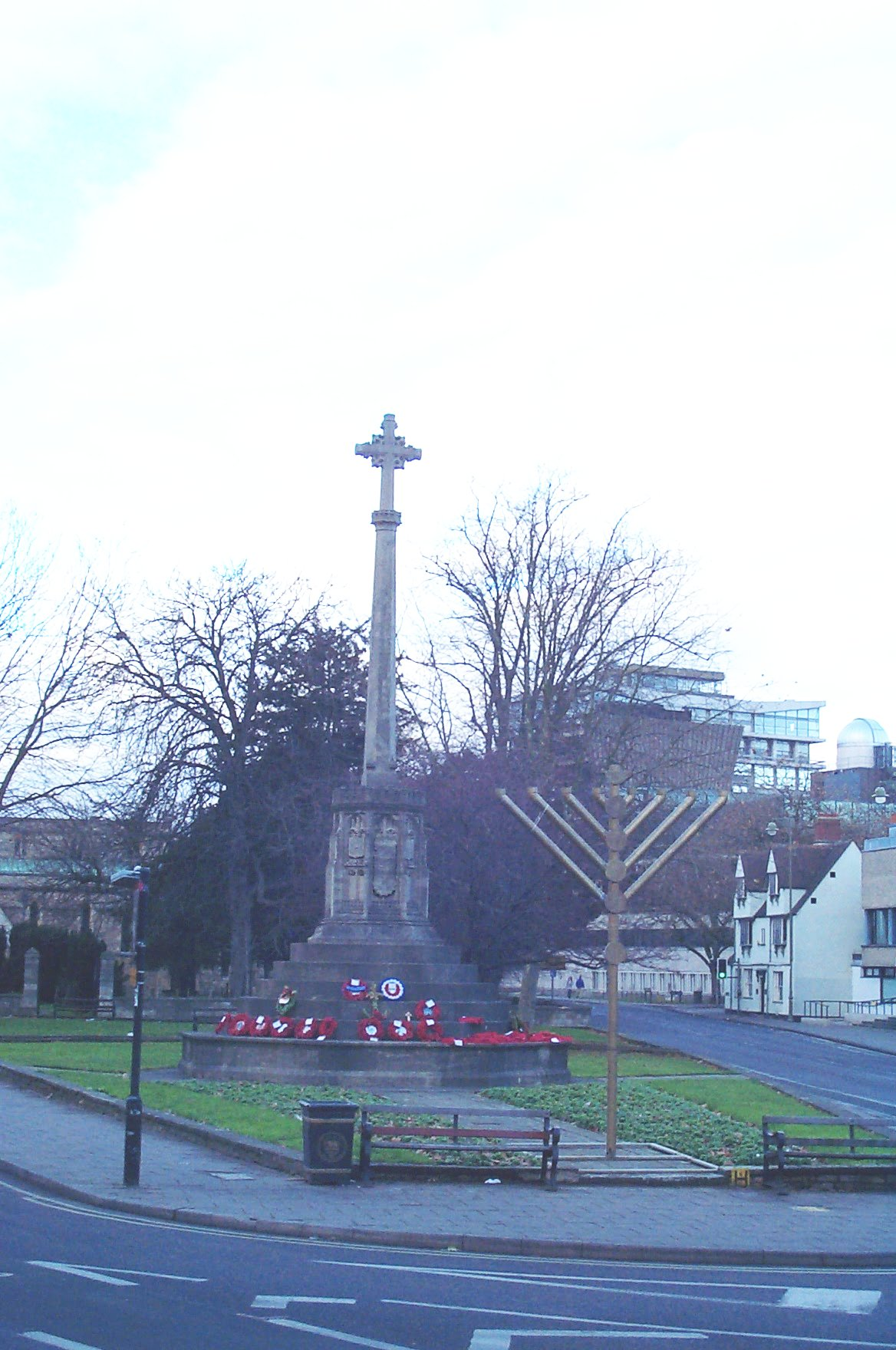
Crucea memorialului de război (Biserica Angliei) și o menorah (iudaism) coexistă la capătul nordic al St Giles 'din Oxford, Anglia

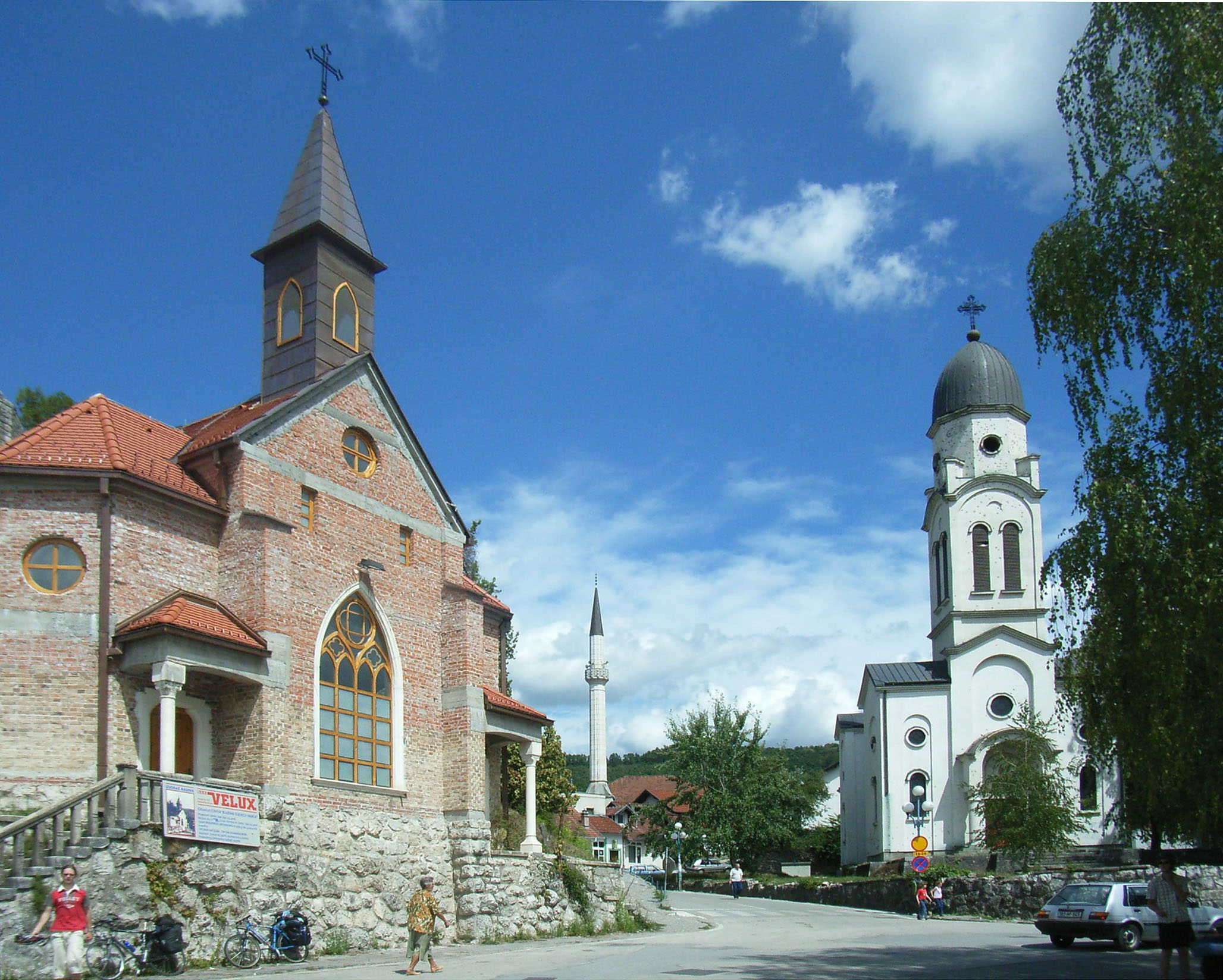
Biserica catolică, Moscheea și Biserica Ortodoxă Sârbă din Bosanska Krupa, Bosnia și Herțegovina

Pluralismul religios este o atitudine sau o politică cu privire la diversitatea sistemelor de credințe religioase ce coexistă într-o societate. Poate indica una sau mai multe dintre următoarele: 
- Ca denumire a viziunii asupra lumii conform căreia propria religie nu este considerată a fi singura sursă exclusivă a adevărului și, astfel, recunoașterea faptului că cel puțin unele adevăruri și valori adevărate există în alte religii.
- Pe măsură ce acceptarea conceptului potrivit căruia două sau mai multe religii cu pretenții de adevăr reciproc exclusiv sunt la fel de valabile, aceasta poate fi considerată fie o formă de toleranță (concept care a apărut ca urmare a războaielor europene de religie ), fie de relativism moral .
- Înțelegerea faptului că revendicările exclusive ale diferitelor religii se dovedesc, după o examinare mai atentă, a fi variații ale adevărurilor universale care au fost învățate încă din vremuri imemoriale. Aceasta se numește perennialism (bazată pe conceptul de philosophia perennis ) sau tradiționalism .
- Uneori ca sinonim pentru ecumenism, adică promovarea unui anumit nivel de unitate, cooperare și o mai bună înțelegere între religii diferite sau culturi diferite în cadrul unei singure religii.
- Ca termen pentru condiția coexistenței armonioase între adepții diferitelor religii sau culte religioase .
- Ca normă socială și nu doar un sinonim pentru diversitatea religioasă. [1]

## Definiție și scopuri

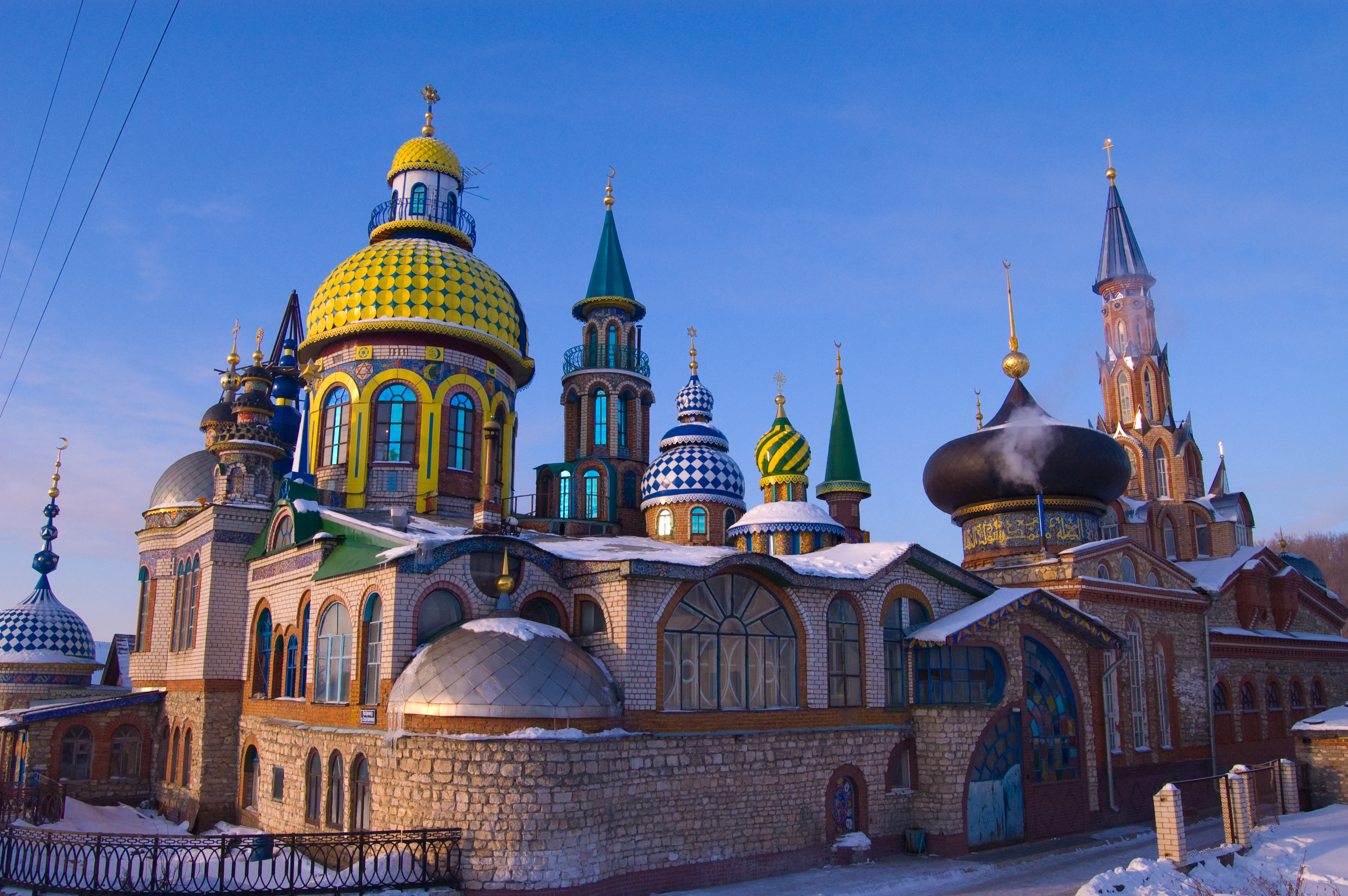
Templul tuturor religiilor din Kazan, Rusia

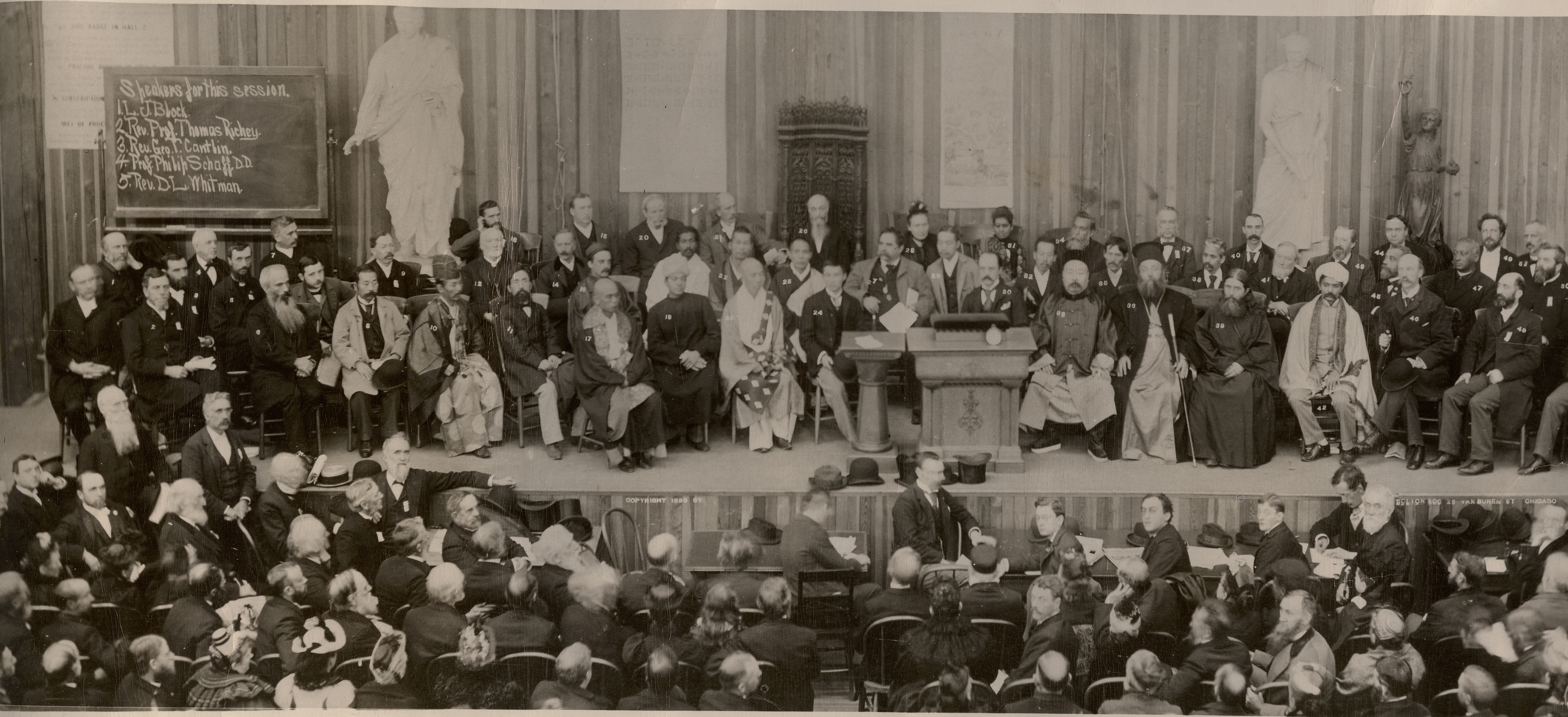
Congresul Parlamentului Religiilor Lumii, Chicago, 1893

Pluralismul religios, pentru a parafraza titlul unei lucrări academice recente, depășește simpla toleranță. Chris Beneke, în Dincolo de toleranță: originile religioase ale pluralismului american, explică diferența dintre toleranța religioasă și pluralismul religios, indicând situația din sfârșitul secolului al XVIII-lea din Statele Unite . Până în anii 1730, în majoritatea coloniilor minoritățile religioase obținuseră ceea ce contemporanii numeau toleranța religioasă :  "Politica de toleranță a scutit minoritățile religioase de unele pedepse fizice și unele sarcini financiare, dar nu le-a scutit de indignările prejudecăților și excludere. Nici nu le-a făcut egale în drepturi. Cei „tolerați” ar putea fi în continuare împiedicați de oficiile civile, pozițiile militare și posturile universitare. "  Pe scurt, toleranța religioasă este doar absența persecuției religioase și nu exclude neapărat discriminarea religioasă . Cu toate acestea, în deceniile următoare, ceva extraordinar s-a întâmplat în cele treisprezece colonii, cel puțin dacă vedem evenimentele dintr-o perspectivă din secolul al XVIII-lea târziu.  Treptat, guvernele coloniale au extins politica de toleranță religioasă, dar apoi, între anii 1760 și 1780, au înlocuit-o cu „ceva care se numește de obicei libertate religioasă ”.  Mark Silka, în „Definirea pluralismului religios în America: o analiză regională”, afirmă că pluralismul religios „permite ca o țară formată din oameni de credințe diferite să existe fără război sectar sau persecuția minorităților religioase. Înțeles diferit în timpuri și locuri diferite, este o construcție culturală care întruchipează o concepție împărtășită despre modul în care diferitele comunități religioase ale unei țări se raportează între ele și la întregul popor. " 
Pluralismul religios poate fi definit ca „respectarea alterității altora”. Libertatea religioasă cuprinde toate religiile care acționează în cadrul legii într-o anumită regiune. Religiile exclusiviste învață că a lor este singura cale de mântuire și de adevăr religios, iar unele dintre ele chiar ar susține că este necesară reprimarea falsurilor învățate de alte religii. Unele secte protestante argumentează cu înverșunare împotriva catolicismului roman, iar creștinii fundamentaliști de tot felul învață că practici religioase precum cele ale păgânismului și vrăjitoriei sunt pernicioase. Aceasta a fost o atitudine istorică comună înainte de Iluminism și a apărut ca politică guvernamentală până în zilele noastre în cadrul unor sisteme precum regimul taliban al Afganistanului, care a distrus vechiul Buddha din Bamyan . 
Acordarea unei religii sau denumiri drepturi speciale care le sunt refuzate altora poate slăbi pluralismul religios. Această situație a fost observată în Europa prin Tratatul de la Lateran și Biserica Angliei . În epoca modernă, multe țări islamice au legi care incriminează actul de a ieși din islamism cuiva născut într-o familia musulmană, interzicând intrarea la non-musulmani în moschei și interzicerea construirii de Biserici, Sinagogi sau Temple în țările lor. 
Relativismul, convingerea că toate religiile sunt egale în valoarea lor și că niciuna dintre religii nu oferă acces la adevărul absolut, este o formă extremă de inclusivism .  La fel, sincretismul, încercarea de a prelua credințele practicilor din alte religii sau chiar de a îmbina practicile sau credințele din diferite religii într-o nouă credință este o formă extremă de dialog inter-religios. Sincretismul nu trebuie confundat cu ecumenismul, încercarea de a apropia și, în cele din urmă, reuni diferite denumiri ale unei religii care au o origine comună, dar care au fost separate de o schismă . 

## Istorie

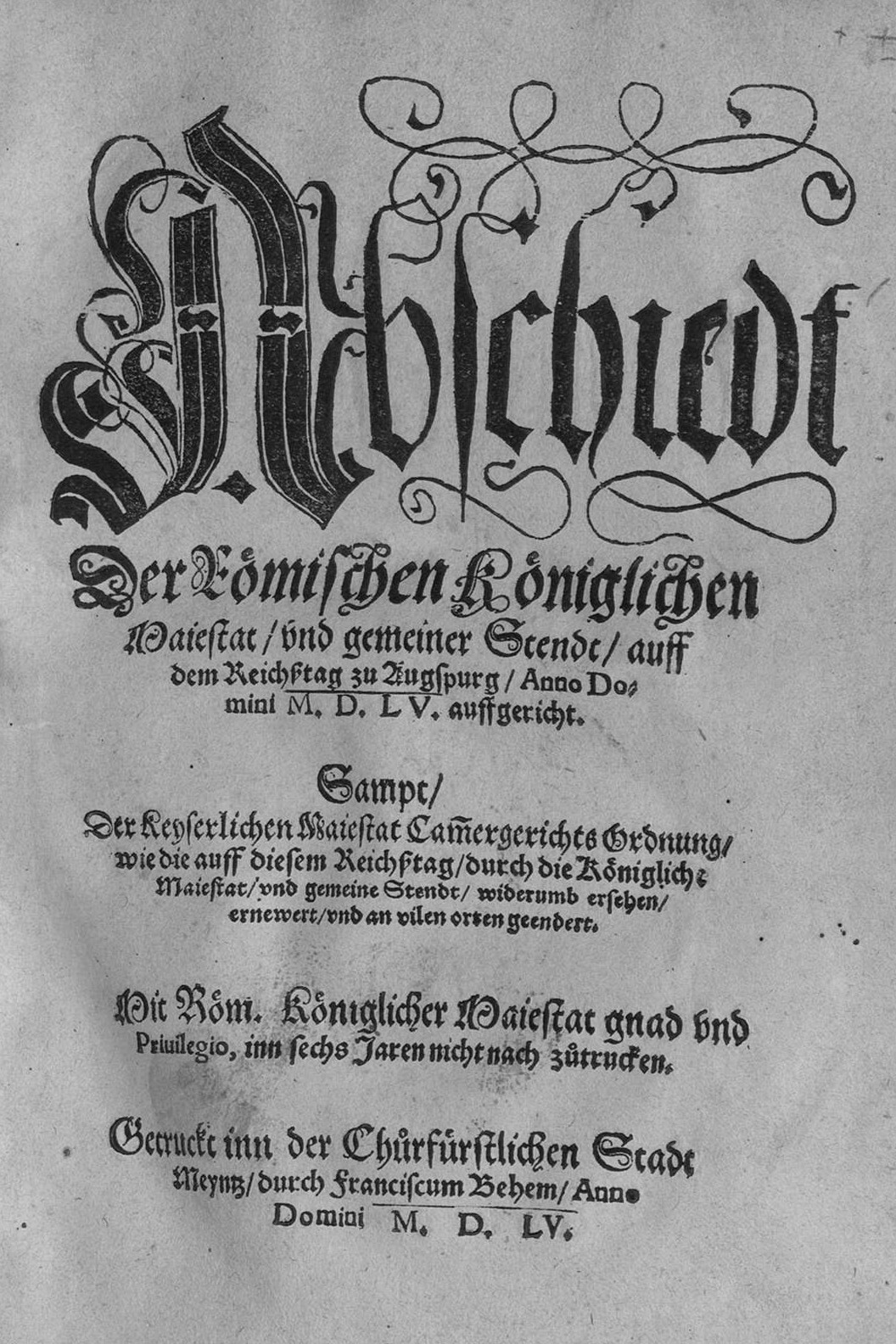
Prima pagină a Pacii de la Augsburg din 1555, care a recunoscut două biserici diferite din Sfântul Imperiu Roman

Pluralismul cultural și religios are o lungă istorie și dezvoltare care ajunge din Antichitate la în postmodernitate. 
Filozofii religioși germani Ludwig Feuerbach și Ernst Troeltsch au ajuns la concluzia că tradițiile religioase asiatice, în special hinduismul și [[budism}}sm, au fost primii susținători ai pluralismului religios și acordarea libertății persoanelor pentru a alege propria credință și a dezvolta o construcție religioasă personală în cadrul acesteia   (vezi și Relația dintre budism și hinduism ); Jainismul, o altă religie indiană străveche, precum și daoismul au fost întotdeauna flexibile inclusiv și au favorizat mult timp pluralismul religios pentru cei care nu sunt de acord cu punctele lor de vedere religioase.  Epoca Iluminării în Europa a declanșat o transformare zdrobitoare cu privire la religie după Revoluția Franceză ( liberalism, democrație, drepturi civile și politice, libertatea de gândire, separarea Bisericii și a statului, secularizare ), cu acceptarea în creștere a pluralismului religios și declinul creștinismului. Potrivit lui Chad Meister,  aceste tendințe pluraliste în gândirea occidentală, mai ales din secolul al XVIII-lea, au adus creștinismul și iudaismul generalizat mai aproape de tradițiile asiatice ale pluralismului filosofic și toleranței religioase. 

## Credința Bahá'í

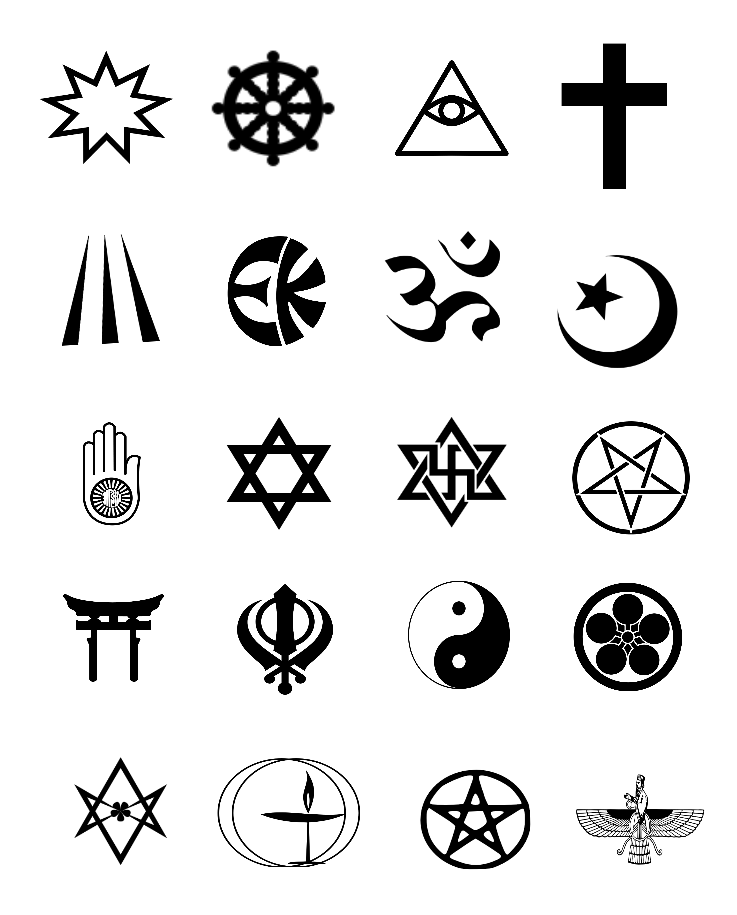
Primul rând: Credința Bahá'í, budism, Cao Dai, creștinism
Al doilea rând: druidism, Eckankar, hinduism, islam
Al treilea rând: jainismul, iudaismul, raëlismul, satanismul
Al 4-lea rând: Shinto, Sikhism, Taoism, Tenrikyo
Al 5-lea rând: Thelema, Universalismul unitar, Wicca, Zoroastrianism

Bahá'u'lláh, fondatorul Credinței Bahá'í, o religie care s-a dezvoltat în Persia, deși nu o sectă a islamului,  a cerut eliminarea intoleranței religioase. Ei au învățat că Dumnezeu este unul și s-a manifestat omenirii prin mai mulți mesageri istorici. Bahá'u'lláh a învățat că Bahá'ís trebuie să se asocieze cu popoarele din toate religiile, arătând iubirea lui Dumnezeu în relațiile cu ele, indiferent dacă aceasta este reciprocă sau nu. 
Referirea Bahá'í la conceptul de revelație progresivă, ceea ce înseamnă că voința lui Dumnezeu este revelată omenirii progresiv pe măsură ce omenirea se maturizează și este mai capabilă să înțeleagă scopul lui Dumnezeu în crearea umanității. În această privință, cuvântul lui Dumnezeu este dezvăluit printr-o serie de mesageri: Avraam, Krișna, Moise, Buddha, Isus, Muhammad și Bahá'u'lláh (fondatorul Credinței Bahá'í ) printre ei. În Kitáb-i-Íqán ( Cartea certitudinii ), Bahá'u'lláh explică faptul că mesagerii lui Dumnezeu au un statut dublu, una de divinitate și una de individ. Conform scrierilor Bahá'í, nu va exista un alt mesager de multe sute de ani. Există, de asemenea, un respect pentru tradițiile religioase ale popoarelor autohtone ale planetei, care ar putea avea altceva decât tradițiile orale ca o evidență a figurilor lor religioase. 

## Budism
Cea mai veche referință la părerile budiste asupra pluralismului religios în sens politic se găsește în Edictele lui Ashoka: 
 Toate religiile ar trebui să aibă fie peste tot, pentru că toate doresc autocontrol și puritatea inimii. Rock Edict Nb7 (S. Dhammika) 
 Contactul (între religii) este bun. Unul ar trebui să asculte și să respecte doctrinele mărturisite de ceilalți. Iubiții Dumnezeilor, regele Piyadasi, dorește ca toți să fie bine învățați în doctrinele bune ale altor religii. Rock Edict Nb12 (S. Dhammika) 
 Când au fost aceștia întrebați: „Nu toate religiile învață același lucru? Este posibil să le unificăm? " Dalai Lama a spus:  
 Oamenii din diferite tradiții ar trebui să-și păstreze propriile, mai degrabă decât să se schimbe. Cu toate acestea, unii tibetani pot prefera islamul, așa că îl poate urma. Unii spanioli preferă budismul; deci urmează-l. Dar gândiți-vă cu atenție. Nu o face pentru modă. Unii oameni încep creștini, urmează islamul, apoi budismul, apoi nimic. 

 În Statele Unite am văzut oameni care îmbrățișează budismul și își schimbă hainele! Ca și New Age. Ei iau ceva hindus, ceva budist, ceva, ceva ... Nu este sănătos. 
Pentru practicienii individuali, un adevăr, o religie este foarte important. Mai multe adevăruri, mai multe religii, este contradictoriu. 

 Eu sunt Budist. Prin urmare, budismul este singurul adevăr pentru mine, singura religie. Pentru prietenul meu creștin, creștinismul este singurul adevăr, singura religie. Pentru prietenul meu musulman, Islamul este singurul adevăr, singura religie. Între timp, îl respect și îl admir pe prietenul meu creștin și pe prietenul meu musulman. Dacă prin unificare, înseamnă amestec, este imposibil. 
 Pentru romani, religia făcea parte din viața de zi cu zi .  Fiecare casă avea un altar al gospodăriei în care erau oferite rugăciuni și lipiri către zeitățile domestice ale familiei. Mănăstirile din vecinătate și locurile sacre, cum ar fi izvoarele și grohotițele au punctat orașul. Calendarul roman era structurat în jurul respectărilor religioase; în epoca imperială, până la 135 de zile ale anului au fost dedicate festivalurilor și jocurilor religioase ( ludi ) .  Femeile, sclavii și copiii au participat cu toții la o serie de activități religioase. Unele ritualuri publice nu puteau fi conduse decât de femei, iar femeile au constituit ceea ce este poate cea mai faimoasă preoție a Romei, Virginele Vestale, susținute de stat, care au tins vatra sacră a Romei timp de secole, până la desființarea sub persecuția și dominația creștină . 
Romanii sunt cunoscuți pentru numărul mare de zeități pe care le-au venerat. Prezența grecilor pe peninsula italiană de la începutul perioadei istorice a influențat cultura romană, introducând unele practici religioase care au devenit la fel de fundamentale ca și cultul lui Apollo . Romanii au căutat un teren comun între Zeii lor majori și cei ai grecilor, adaptând miturile și iconografia greacă pentru literatura latină și arta romană. Religia etruscă a fost, de asemenea, o influență majoră, în special în practica augustului, deoarece Roma fusese cândva condusă de regi etrusci. 
Religiile de mister importate din Orientul Apropiat ( Egiptul ptolemaic, Persia și Mesopotamia ), care oferea inițiază mântuirea printr-un Dumnezeu personal și viața veșnică după moarte, erau o chestiune de alegere personală pentru un individ, practicată pe lângă ritualurile familiei. și participarea la religia publică. Totuși, misterele implicau jurământuri și secret secret, condiții pe care romanii conservatori le vedeau cu suspiciune ca fiind caracteristice „magiei”, conspirației ( coniuratio ) și activității subversive. Au fost făcute încercări sporadice și uneori brutale de a suprima religioniștii care păreau să amenințe moralitatea și unitatea religiei tradiționale romane, ca și în eforturile Senatului de a restricționa Bacanalele în 186 î. 

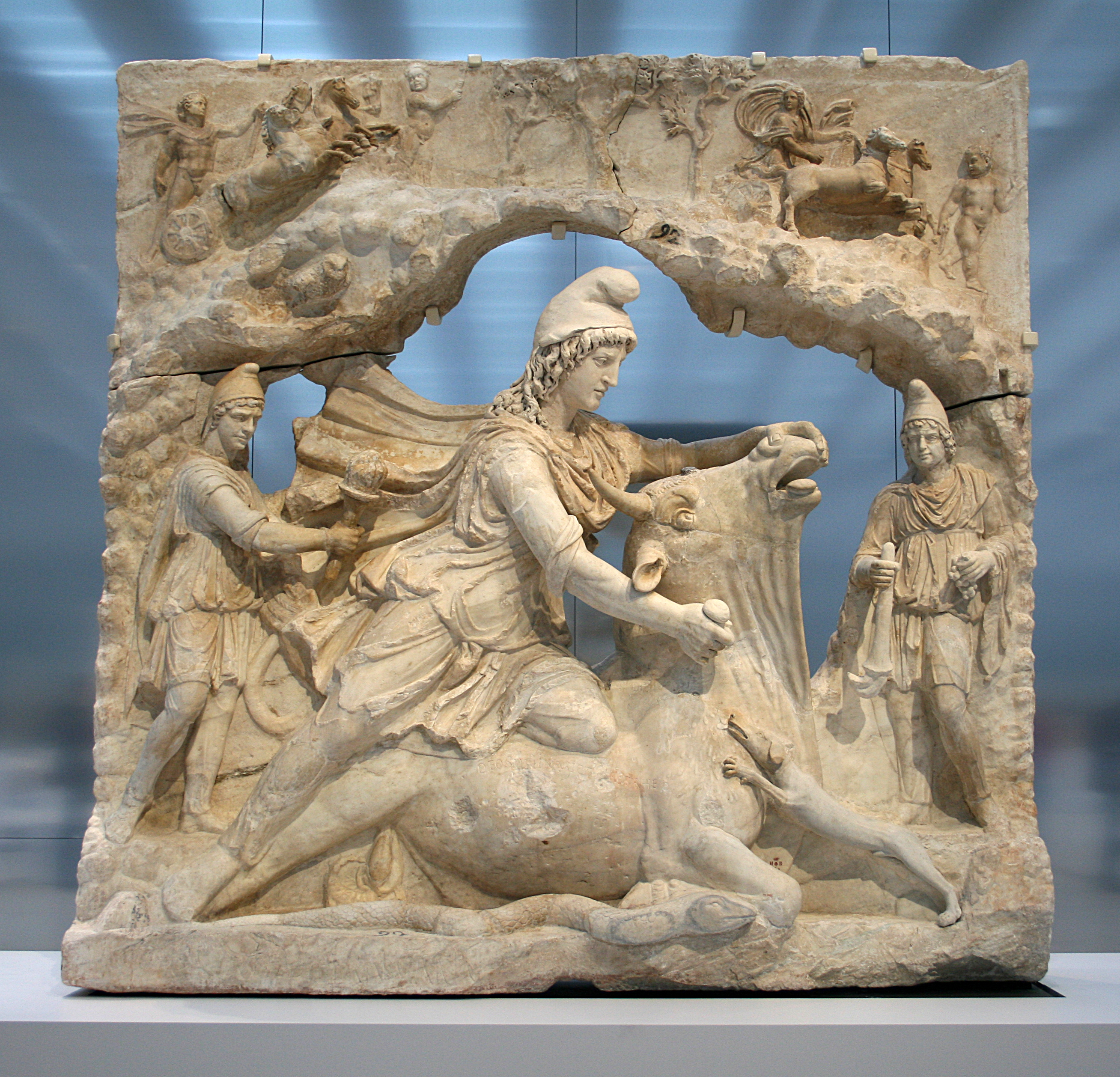
Relieful de marmură al lui Mithras care ucide taurul (secolul II, Louvre-Lens); Mitraismul a fost printre cele mai răspândite religii de mister ale Imperiului Roman.

Pe măsură ce romanii și-au extins dominația în întreaga lume mediteraneană, politica lor a fost în general să preia zeitățile și cultele altor popoare, mai degrabă decât să încerce să le eradice,  deoarece credeau că păstrarea tradiției a promovat stabilitatea socială. 
O modalitate prin care Roma a încorporat diverse popoare a fost prin  moștenirea lor religioase, construind temple unor zeități locale care și-au încadrat teologia în ierarhia religiei romane. Inscripțiile din întregul Imperiu consemnează închinarea cot la cot a zeităților locale și romane, inclusiv dedicările făcute de romani către zeii locali.  Până la înălțimea Imperiului, numeroase zeități internaționale au fost cultivate la Roma și au fost transportate chiar și în cele mai îndepărtate provincii (printre care Cybele, Isis, Osiris, Serapis, Epona ) și Zeii monismului solar, precum Mithras și Sol Invictus, găsită la nord de Marea Britanie. Deoarece romanii nu au fost niciodată obligați să cultive o singură zeitate sau un singur cult, toleranța religioasă nu a fost o problemă în sensul că este pentru religiile monoteiste concurente. Rigurozitatea monoteistă a iudaismului a reprezentat dificultăți pentru politica romană care a dus uneori la compromis și la acordarea de scutiri speciale, dar uneori la un conflict intratabil. 

## Creștinism
Cele două mari ramuri creștine, Biserica Catolică și Biserica Ortodoxă, sunt de acord că există o singură Biserică, cele șapte taine fiind mijloacele de realizare a uniunii cu Dumnezeu și cu ceilalți oameni. Protestantismul, care are multe denominațiuni, nu are o doctrină consecventă în această privință și are o varietate de poziții diferite în ceea ce privește pluralismul religios. 

Alți creștini au susținut că în alte tradiții de credință poate exista valoare de adevăr și valoare mântuitoare. John Macquarrie, descris în Manualul teologilor anglicani (1998) drept „cel mai distins teolog sistematic al anglicanismului în cea de-a doua jumătate a secolului XX”,  scris că „ar trebui să existe un sfârșit al prozelitizării, dar în egală măsură acolo nu ar trebui să existe niciun sincretism de tipul tipului mișcării Baha'i "(p.   2).  În discuția a 9 fondatori ai tradițiilor de credință majoră (Moise, Zoroaster, Lao-zu, Buddha, Confucius, Socrate, Krișna, Isus și Muhammad), pe care i-a numit „mediatori între om și divinitate”, Macquarrie a scris că: 
 Nu neg pentru o clipă că adevărul lui Dumnezeu a ajuns la alții prin alte canale - într-adevăr, sper și mă rog că așa a fost. Deci, deși am un atașament special față de un singur mediator, am respect pentru toți. (p. 12)  
Biserica lui Iisus Hristos a Sfinților din zilele din urmă învață, de asemenea, o formă de pluralism religios, că există cel puțin un adevăr în aproape toate religiile și filozofiile din lume.  

### Păreri creștine clasice
Creștinismul principal a mărturisit înainte și după Marea Schismă credința în „una, sfântă, catolică și apostolică” Biserică, în cuvintele Crezului din Niceea. Romano-catolicii, creștini ortodocși, episcopali și majoritatea confesiunilor creștine protestante mențin în continuare această credință. Conciliul Vatican II a făcut precizarea că biserica fondată de Isus din Nazaret „subzistă” în Biserica Catolică, din care fac parte și ortodocșii răsăriteni (constituția Lumen Gentium, art. 8). Această perspectivă implică faptul că denominațiunile protestante au și ele elemente ecleziale, în principal în baza botezului, însă nu participă deplin la realizarea Bisericii.
Unitatea Bisericii este pentru grupările protestante, ca și în trecut, ceva foarte vizibil și tangibil, iar schisma a fost la fel de gravă ca și erezia. În urma Marii Schisme, romano-catolicismul vede și recunoaște tainele ortodoxe drept valide, dar ilicite și fără jurisdicție canonică. Ortodoxia răsăriteană nu are conceptul de „validitate” atunci când se aplică la Taine, dar consideră ca forma sacramentelor romano-catolice să fie acceptabilă și există o anumită recunoaștere a sacramentelor catolice între unii, dar nu toți, ortodocșii. Ambele se consideră reciproc, în general, „heterodoxe” și „schismatice”, continuând să se recunoască reciproc drept creștine, cel puțin secundum quid. 

### Păreri creștine moderne
Unii protestanți susțin că numai credincioșii care cred în anumite doctrine fundamentale cunosc adevărata cale spre mântuire. Miezul acestei doctrine este că Isus Hristos a fost un om desăvârșit, este Fiul lui Dumnezeu și că a murit și a înviat din nou pentru greșeala celor care vor accepta darul mântuirii. Ei continuă să creadă în „o singură” biserică, o „biserică invizibilă”, care cuprinde diferite tipuri de creștini în secte și denominații diferite, crezând în anumite probleme pe care le consideră fundamentale, în timp ce sunt disunite pe o varietate de doctrine pe care le consideră nefundamentale. Unii protestanți evanghelici sunt îndoielnici dacă romano-catolicii sau ortodocșii din est pot fi membri ai acestei „biserici invizibile” și, de obicei, resping mișcările religioase (de obicei restaurative ), înrădăcinate în creștinismul american din secolul al XIX-lea, cum ar fi mormonismul, știința creștină sau martorii lui Iehova. 

## Hinduism
Hinduismul este în mod natural pluralist.     Un cunoscut imn Rig Vedic spune: „Adevărul este Unul, deși înțelepții îl știu diferit” ( Ékam sat vipra bahudā vadanti ).  În mod similar, în Bhagavad Gītā (4:11), Dumnezeu, care se manifestă ca o întrupare, afirmă: „Pe măsură ce oamenii se apropie de mine, așa îi primesc. Toate căile duc către mine "( ye yathā māṃ prapadyante tāṃs tathāiva bhajāmyaham mama vartmānuvartante manuṣyāḥ pārtha sarvaśaḥ ).  Religia hindusă nu are dificultăți teologice în acceptarea gradelor de adevăr din alte religii.     Potrivit lui Swami Bhaskarananda, hinduismul subliniază că toată lumea se închină de fapt aceeași divinități, indiferent dacă o știe sau nu. 

## Islam
În timp ce unii susțin că pluralismul religios este controversat în Islam, civilizațiile islamice au fost caracterizate drept una dintre cele mai pluraliste sisteme religioase.  Sursele primare care ghidează Islamul, și anume Coranul și hadiții, promovează dreptul fundamental de a practica credința unui individ, chiar dacă poate fi o credință falsă.   Acceptabilitatea pluralismului religios în interiorul Islamului rămâne un subiect de dezbatere activă, însă marea majoritate a savanților islamici și a evidențelor istorice dezvăluie angajamentul Islamului de a nu constrânge religia, susținând pluralismul. 

În mai multe Sure, Coranul le cere musulmanilor să rămână statornici cu Islamul și să nu cedeze dorințelor zadarnice ale altor religii. Aceste versete au fost interpretate în sensul refuzului de a accepta pluralismul în religii. De exemplu, Surah Al-Ma'idah versetele 47 până la 49 afirmă: 
„Poporul Evangheliei judecă după ceea ce Allah a descoperit în ea. Dacă cineva nu reușește să judece prin lumina a ceea ce Allah a dezvăluit, ei nu sunt mai buni decât cei care se răzvrătesc. Ți-am trimis Scriptura în adevăr, confirmând Scriptura care a venit înainte și păstrând-o în siguranță: deci judecă între ei prin ceea ce Allah a dezvăluit și nu urmează dorințele lor zadarnice, divergându-se de Adevărul care a venit la tine. Fiecare dintre voi i-am prescris o lege și un drum deschis.  'Dacă Allah ar fi dorit așa, El v-ar fi făcut un singur popor' , dar planul Său este să vă testeze ceea ce v-a oferit: așa că străduiește-te ca într-o cursă în toate virtuțile. Scopul tuturor dintre voi este pentru Allah; El este cel care vă va arăta adevărul chestiunilor în care vă disputați; Și aceasta (El poruncește): judecați-vă între ei după ceea ce Allah a dezvăluit și nu urmăriți dorințele lor zadarnice, dar aveți grijă de ei ca nu cumva să vă îndepărteze de ceva din (învățătură) pe care Allah v-a trimis-o. Și dacă se întorc, fiți siguri că pentru o parte din crima lor, scopul lui Allah este să-i pedepsească. Și cu adevărat majoritatea bărbaților sunt rebeli. (Coran 5:47–49)”
 Surah Al-Ankabut versetul 45 prin 47 afirmă: 
„Recită ceea ce este trimis din carte prin inspirație pentru tine și stabilește Rugăciunea regulată: căci Rugăciunea se împiedică de faptele rușinoase și nedrepte; iar amintirea lui Allah este cel mai mare lucru din viață fără îndoială. Și Allah cunoaște faptele pe care le faci. Și nu vă contestați cu Oamenii Cărții, cu excepția unor mijloace mai bune decât a unei simple dispute, cu excepția cazului în care este vorba de aceia dintre ei care provoacă greșeală (și vătămare): ci spuneți: „Credem în revelația care ne-a coborât și în ceea ce te-a coborât; "" Allahul nostru și Allahul tău este unul "" și este față de El să ne înclinăm în Islam. " Și astfel este faptul că am trimis cartea către tine. Așadar, [[Oamenii cărții] cred în ea, la fel și unii dintre acești arabi păgâni: și nimeni în afară de necredincioși resping semnele noastre. (Coran 29:45–47)”
 Surah Al-E-Imran versetele 62 până la 66 afirmă: 
„Acesta este adevărul relatare: Nu există nici un zeu în afară de Allah; și Allah-El este într-adevăr Înălțatul în putere, Înțeleptul. Dar dacă se întorc înapoi, Allah are cunoștințe depline despre cei care fac răutate. Spune: „Oameni ai Cărții!”  Ajung în termeni obișnuiți ca între noi și tine: că nu ne închinăm nimănui decât lui Allah ; că nu asociem niciun partener cu el; că nu ridicăm, dintre noi, Domnii și patroni în afară de Allah ". Dacă apoi se întorc înapoi, spuneți-vă: „Aveți mărturie că noi, cel puțin, suntem musulmani care ne înclinăm la voia lui Allah. Voi, oamenii Cărții! Voi sunteți cei care au căzut să se dispute chiar și în chestiuni despre care aveți cunoștințe! Dar de ce vă disputați în chestiuni despre care nu aveți cunoștință? Allah știe și voi, care nu știți!(Coran 3:62–66)”
 Surah Al-Kafiroon versetul 1 până la 6 afirmă: 
„Spune: O, care respingi credința! Nu mă închin la ceea ce te închini și nici nu te închini la ceea ce mă închină. Și nu mă voi închina la ceea ce ai fost să nu te închini și nici nu te vei închina la ceea ce mă închină. Pentru tine să fii calea ta, iar pentru mine a mea.(Coran 109:1–6)”
 Câteva versete ale Coranului afirmă că Islamul respinge pluralismul religios. De exemplu, versetul Surah Al-Tawba versetul 1 până la 5 pare să poruncească musulmanului să ucidă păgânii (non-musulmanii) (cu versetul 9.5 numit „versetul sabiei”): 
„O (declarație) de imunitate din partea lui Allah și a Mesagerului Său, față de păgânii cu care ați contractat alianțe reciproce: - Du-te, apoi, timp de patru luni, înapoi și înainte, (așa cum vei dori), în toată țara, dar știți că nu puteți frustra pe Allah (prin minciuna voastră), dar că Allah îi va acoperi de rușine pe cei care Îl resping. Și un anunț din partea lui Allah și a Mesagerului Său, către oameni (adunați) în ziua Marelui Pelerinaj - că Allah și Mesagerul Său dizolvă obligațiile (tratat) cu păgânii. Dacă atunci, te pocăiești, ar fi cel mai bine pentru tine; dar dacă vă îndepărtați, știți că nu puteți frustra pe Allah. Și vestiți o pedeapsă grea celor care resping credința. Dar, când au trecut lunile interzise,  'atunci luptă și ucide păgânii oriunde îi găsești' ', prinde-i, bâlbâiește-i și stai în așteptarea lor în fiecare stratagem al războiului; dar dacă se pocăiesc și stabilesc rugăciuni regulate și practică caritatea regulată, atunci deschide calea pentru ei: căci Allah iartă Oft, Cel mai Milostiv. (Coran 9:1–5)”
 Cu toate acestea, acest verset a fost explicat.  
„.Ostilitățile au fost înghețate pentru o perioadă de trei luni în care arabii s-au angajat să nu facă război. Profetul Muhammad a fost inspirat să folosească această perioadă pentru a încuraja combatanții să se alăture rândurilor musulmane sau, dacă au ales, să părăsească zona care era sub stăpânirea musulmanilor; Cu toate acestea, dacă ar fi reluate ostilitățile, atunci musulmanii ar lupta înapoi până la victorie.  'Unul este inspirat de a observa că, chiar și în acest context al războiului, versetul încheie prin accentuarea atributelor divine ale milosteniei și iertării. Pentru a minimiza ostilitățile, Coranul a ordonat musulmanilor să acorde azil oricui, chiar și inamic, care a căutat refugiu. Azilul ar fi acordat conform obiceiurilor de cavalerie; persoanei i se va spune mesajul Coranului, dar nu va fi constrâns să accepte acel mesaj. După aceea, el sau ea ar fi escortat la siguranță, indiferent de religia sa. (9: 6).(Format:Cite Hathout, Jihad vs. Terrorism; US Multimedia Vera International, 2002, pp.52-53)”
 Bernard Lewis prezintă câteva dintre concluziile sale despre cultura islamică, legea Sharia, jihadul și fenomenul modern al terorismului în textul său, Islamul: Religia și poporul .  El scrie despre jihad ca o „obligație religioasă” distinctă, dar sugerează că „este păcat” că oamenii care se angajează în activități teroriste nu mai sunt conștienți de propria religie: 
„Luptătorii musulmani li se cere să nu ucidă femei, copii sau vârstnici decât dacă atacă mai întâi; să nu tortureze sau să nu trateze prizonierii în alt mod; să dea un avertisment corect cu privire la deschiderea ostilităților sau reluarea lor după un armistițiu; și pentru a onora acordurile. ... În niciun moment juriștii clasici nu au oferit nicio aprobare sau legitimitate la ceea ce astăzi numim terorism. Nici într-adevăr nu există dovezi privind utilizarea terorismului așa cum este practicat în zilele noastre. "”
 În Surah Al-Tawba, versetul 29 cere musulmanilor să lupte contra tuturor celor care nu cred în islam, inclusiv creștinii și evreii (Oamenii cărții), până când nu vor plăti Jizya, o taxă, cu supunere voită. 
„Luptă-i pe cei care nu cred în Allah, nici în Ziua de Apoi, și nu țineți de ceea ce a fost interzis de Allah și de Mesagerul Său și nu recunoaște religia Adevărului  ', chiar dacă sunt din Oamenii Cărții' ', până când plătesc pe Jizya cu supunere de voie și se simt subjugați. (Coran 9:29)”
 Unii oameni au concluzionat din versetul 9:29, că musulmanilor li se cere să atace pe toți non-musulmanii până când aceștia nu vor plăti bani, dar Shaykh Jalal Abualrub scrie: 
„Acești Ayat (versuri coranice) subliniază necesitatea luptei împotriva oamenilor Scripturii, dar în ce condiții? Am stabilit anterior faptul că statul islamic nu are voie să atace non-musulmanii care nu sunt ostili islamului, care nu îi oprim pe musulmani sau încearcă să-i convertească pe musulmani cu forța din religia lor sau să-i expulzeze din țările lor sau să-i facă salarii. război împotriva lor sau pregătește-te pentru atacuri împotriva lor. Dacă există vreuna dintre aceste infracțiuni, musulmanilor li se permite să se apere și să-și protejeze religia. Musulmanii nu au voie să atace non-musulmanii care au semnat acorduri de pace cu aceștia sau non-musulmani care trăiesc sub protecția Statului Islamic.(Format:Source=Abualrub, Holy Wars, Crusades, Jihad)”
 În Surah Al-Nisa, versetul 89 a fost greșit pentru a părea că spune să ucidă apostatii . În realitate, le poruncește doar musulmanilor să lupte împotriva celor care practică opresiunea sau persecuția ori să îi atace pe musulmani.     

„De ce ar trebui să fii împărțit în două părți despre Ipocrit? Allah i-a supărat pentru faptele lor (rele). Îi îndrumați pe cei pe care Allah i-a aruncat din Calea? Pentru cei pe care Allah i-a aruncat din Calea, nu veți găsi niciodată Calea. Aceștia doresc, însă, să respingi Credința, așa cum fac ei, și astfel să fii pe același picior (ca și ei): așa că nu luați prieteni din rândurile lor până nu părăsesc domeniul răului în calea lui Dumnezeu (din ceea ce este interzis) . Dar dacă revin la dușmănie [deschisă], îi prindeți și ucideți-i oriunde îi veți găsi; și (în orice caz) să nu ia prieteni sau ajutoare din rândurile lor. Cu excepția celor care se alătură unui grup între care și voi, există un tratat (de pace) sau cei care vă abordează cu inimi care îi împiedică să vă lupte, precum și să lupte cu propriul lor popor. Dacă Dumnezeu ar fi plăcut, El le-ar fi putut da putere asupra voastră și ei v-ar fi luptat: de aceea, dacă se vor retrage din voi, dar nu vă vor lupta și (în schimb) vă vor trimite (garanții) de pace, atunci Dumnezeu nu a deschis nici o cale pentru tine (să război împotriva lor). Alții veți găsi că doresc să vă câștige încrederea, precum și cea a oamenilor lor: de fiecare dată când sunt trimiși înapoi la ispită, ei cedează; dacă nu se retrag de la tine și nu-ți dau (garanții) de pace, în afară de a-și restrânge mâinile, să le prindă și să le ucidă oriunde le-ai obține; în cazul lor V-am furnizat un argument clar împotriva lor (Coran 4:88–91)”
„”

### Sufismul
Sufistii erau practicieni ai tradițiilor mistice ezoterice din interiorul islamului la un moment dat. Sufismul este definit de maestrul sufist sau Pir (sufism) sau fals sau Wali în limba oamenilor, dansând și cântând și încorporând diferite filozofii, teologii, ideologii și religii împreună (de exemplu, creștinismul, iudaismul, păgânismul, platonismul, zoroastrismul, Budism, hinduism, sikhism și așa mai departe cu timpul). Maeștrii cunoscuți sufi sunt Rumi, Shadhili, Șeic Farid, Bulleh Shah, Shah Hussain, Shams Tabrizi, Waris Shah, Ghazali, Mian Mir, Attar din Nishapur, Amir Khusrow, Salim Chishti. Vedeți mulți sufisti faimoși in Lista Sufistului . Sufistii au fost considerați de mulți că au revelații divine cu mesaje de pace, toleranță, egalitate, pluralism, dragoste pentru toți și ură pentru nimeni, umanitari, filozofi, psihologi și multe altele. Mulți au avut învățătură dacă doriți să schimbați lumea, schimbați-vă și veți schimba întreaga lume. Părerile poeților, filozofilor și teologilor sufici au inspirat mai multe forme ale academiei moderne, precum și filosofi din alte religii. Vezi și Oamenii orbi și un elefant. Dar, fără îndoială, cel mai influent savant sofist care a îmbrățișat lumea este Jalaluddin Muhammad Rumi. S-a născut în 1207 d.Hr., într-o provincie din nordul Afganistanului, cu toate acestea, el a trebuit ulterior să caute refugiu în Turcia după invazia Afganistanului de către mongoli. Rumi, prin poezia și învățăturile sale, a propagat armonia inter-credință ca nimeni altul. El a servit ca o figură de unire pentru oameni de diferite credințe, iar urmașii săi includ musulmani, creștini și evrei. Nici astăzi, popularitatea lui Rumi nu încetează să existe în cadrul comunității musulmane sufice, iar mesajul său de pace și armonie transcende granițele religioase și geografice. 

 Rumi spune: 
 L-am căutat pe Dumnezeu. M-am dus la un templu și nu l-am găsit acolo. Apoi m-am dus la o biserică și nu l-am găsit acolo. Și apoi m-am dus la o moschee și nu l-am găsit acolo. Și apoi, în sfârșit, am privit în inima mea, și acolo a fost el, Dumnezeu. 
 Rumi mai spune: 
 Câte căi există către Dumnezeu? Există tot atâtea căi către Dumnezeu pe cât există suflete pe Pământ există. 
 Rumi mai spune: 
 Un iubitor adevărat nu respectă nicio religie, fiti siguri de asta. Întrucât în religia Iubirii, nu există ireverență sau credință. Când în Iubire, trupul, mintea, inima și sufletul nu există nici măcar. Deveniți acest lucru, îndrăgostiți-vă și nu veți mai fi separati. 

### Ahmadiyya
Ahmadis recunosc mulți fondatori ai religiilor lumii ca fiind de la Dumnezeu, care toți au adus învățătură și îndrumare de la Dumnezeu tuturor popoarelor. Conform înțelegerii Ahmadiyya a Coranului, fiecare națiune din istoria omenirii a fost trimisă un profet, așa cum afirmă Coranul: Și există un ghid pentru fiecare popor . Deși Coran menționează doar 24 de profeți, fondatorul islamului, Muhammad afirmă că lumea a văzut 124.000 de profeți. 
Al doilea Khalifatul Maish al comunității musulmane Ahmadiyya scrie: „Conform acestei învățături nu a existat niciun popor unic în istorie sau nicăieri în lume care să nu fi avut un avertizor de la Dumnezeu, un învățător, un profet. Conform Coranului au existat profeți în orice moment și în toate țările. India, China, Rusia, Afganistan, părți din Africa, Europa, America - toți aveau profeți conform teoriei îndrumării divine predată de Coran. Prin urmare, atunci când musulmanii aud despre profeți din alte popoare sau din alte țări, ei nu le negă. Nu le marchează ca mincinoși. Musulmanii cred că alte popoare au avut profesorii lor." 
Mirza Ghulam Ahmad, fondatorul comunității musulmane Ahmadiyya a scris în cartea Un mesaj de pace : „Dumnezeul nostru nu a făcut niciodată discriminări între un popor și altul. Acest lucru este ilustrat de faptul că toate potențialele și capacitățile (profeții) care au fost acordate arienilor (hindușii) au fost acordate și raselor care locuiesc în Arabia, Persia, Siria, China, Japonia, Europa și America. " 

### În practica modernă
Pluralismul religios este o problemă contestată în țările islamice moderne. Douăzeci și trei de țări islamice au legi, începând cu 2014, care îl fac o crimă, pedepsită cu moartea sau închisoare, pentru un musulman, prin naștere sau convertire, să părăsească islamul sau să se convertească la o altă religie.    În țările musulmane, cum ar fi Algeria, este ilegal să predici, să convingi sau să încerci să transformi un musulman într-o altă religie.  Arabia Saudită și mai multe națiuni islamice au legi stricte împotriva construirii bisericilor creștine, a sinagogilor evreiești, a templelor hinduse și a stupelor budiste oriunde în țară, de către oricine, inclusiv minoritățile care lucrează acolo.  Brunei, din sud-estul Asiei, a adoptat legea Sharia în 2013, care prevede o pedeapsă cu moartea pentru orice musulman care se transformă din Islam în altă religie.  Alți savanți islamici afirmă Sharia nu permite minorităților non-musulmane să se bucure de libertățile religioase într-o națiune cu majoritate musulmană, dar alți savanți nu sunt de acord.   

## Jainism
Anekāntavāda, principiul relativismului, este unul dintre principiile de bază ale jainismului . În această privință, adevărul sau realitatea sunt percepute diferit din diferite puncte de vedere și niciun punct de vedere nu este adevărul complet.   Doctrina Jain afirmă că un obiect are moduri infinite de existență și calități și ele nu pot fi percepute complet în toate aspectele și manifestările sale, datorită limitărilor inerente ale oamenilor. Doar Kevalins - ființele omnisciente - pot înțelege obiectul în toate aspectele și manifestările sale, iar toate celelalte sunt capabile să cunoască doar o parte din el.  În consecință, nimeni nu poate pretinde că reprezintă adevărul absolut - doar adevăruri relative. Jains compară toate încercările de a proclama adevărul absolut cu andhgajnyaya sau „ maximul orbilor și al elefantului ”, în care toți oamenii orbi pretindeau să explice adevărata înfățișare a elefantului, dar nu puteau reuși decât parțial datorită perspectivei lor înguste.  Pentru Jains, problema cu oamenii orbi nu este că aceștia pretind că explică adevărata înfățișare a elefantului; problema face acest lucru pentru excluderea tuturor celorlalte revendicări. Având în vedere că adevărul absolut este pe mai multe părți, să includem orice adevăr pentru excluderea altora înseamnă să comiți eroarea de ekānta (unilateralitate). 

## Iudaismul
Legea mozaică îi avertizează categoric pe evrei să se abțină de la politeism. Prima și a doua poruncă, să nu aveți un alt Dumnezeu în afară de mine, închinați-vă Dumnezeului vostru din toată inima și din tot sufletul vostru. În Biblia ebraică, suveranitatea Domnului ca singurul Dumnezeu este pilonul cheie al unei comunități alese din Israel. 

## Sikhism
Guruii sikhi au propagat mesajul „multor căi” care duc la un singur Dumnezeu și la mântuirea finală pentru toate sufletele care călcă pe calea dreptății . Ei au susținut părerea că susținătorii tuturor credințelor, prin fapte bune și virtuoase și prin amintirea Domnului, pot realiza cu siguranță mântuirea. Sikhilor li se spune să accepte toate credințele conducătoare ca vehicule posibile pentru atingerea iluminării spirituale, cu condiția ca credincioșii să studieze, să mediteze și să practice învățăturile profeților și conducătorilor lor.  
Sri Guru Granth Sahib, cartea sfântă a sikhilor, spune: 
„Nu spuneți că Vedele, Biblia și Coranul sunt false. Cei care nu le contemplă sunt false.”—Guru Granth Sahib page 1350
 Precum și: 
 Unii numesc Domnul „Ram”, iar alții „Khuda”. Unii îl servesc drept „Gusain”, alții ca „Allah”. El este cauza cauzelor și generos. El ne arată harul și îndurarea Sa asupra noastră. Unii pelerini se scaldă la sfintele sacre, alții merg pe Hajj spre Mecca. Unii fac închinare devoțională, în timp ce alții își pleacă capul în rugăciune. Unii citesc Vedele, iar alții Coranul. Unii poartă haine albastre, iar alții poartă alb. Unii se numesc musulmani, iar alții se numesc hindusi. Unii tânjesc după paradis, iar alții tânjesc la cer. Spune Nanak, unul care realizează Hukamul Voinței lui Dumnezeu, cunoaște secretele Domnului său Stăpân. (Sri Guru Granth Sahib Pagina: 885)  
 Cel care recunoaște că toate căile spirituale duc la Unul va fi emancipat. Cine vorbește minciuni va cădea în iad și va arde. În toată lumea, cei mai binecuvântați și sfințiți sunt cei care rămân in Adevăr. (SGGS Ang 142)  
 Secundele, minutele și orele, zilele, săptămânile și lunile din diferitele sezoane provin dintr-un Soare; O nanak, în același mod, numeroasele forme provin din Creator. (Guru Granth Sahib pagina 12,13) 
 Guru Granth Sahib spune, de asemenea, că Bhagat Namdev și Bhagat Kabir, care se credeau amândoi hindusi, ambii au atins mântuirea, deși s-au născut înainte ca sikhismul să se înrădăcineze și, în mod evident, nu erau sikhi. Acest lucru evidențiază și consolidează afirmația lui Guru că „popoarele altor credințe” se pot uni cu Dumnezeu ca fiind adevărate. 

În plus, Guru Granth Sahib spune: 
 În primul rând, Allah a creat Lumina; apoi, prin Puterea Sa creatoare, El a făcut toate ființele muritoare. De la Lumina Unică, întregul univers s-a îmbunătățit. Deci cine este bun și cine este rău? || 1 ||  
 Din nou, Guru Granth Sahib Ji oferă acest verset: 
 Naam Dayv și Kabeer țesătorul au obținut salvarea prin Guru Perfect. Cei care îl cunosc pe Dumnezeu și îl recunosc pe Shabadul său își pierd ego-ul și conștiința de clasă. ( Guru Granth Sahib pagina 67)  
 Majoritatea celor 15 sikha Bhagati ce sunt menționate în cartea lor sfântă erau non-sikhi și aparțineau credințelor hinduse și musulmane, care erau religiile cele mai răspândite din această regiune. 
Dialogul pluralist al sikhismului a început cu fondatorul sikhismului Guru Nanak ce s-a luminat spunând cuvintele Na koi hindu na koi musalman - „Nu există hindus, nu există musulman”. El a recunoscut că etichetele religioase nu dețin nicio valoare și faptele umane vor fi judecate în cele ce urmează ceea ce noi numim noi religios nu are nicio valoare. 
Sihii au fost considerați exponenți dornici ai dialogului inter-credincios și nu numai că acceptă dreptul altora de a-și exersa credința, dar au luptat în trecut și și-au pus viața pentru a proteja acest drept pentru ceilalți; martiriul lui Guru Tegh Bahadar, care din motivele unui pandit al Cashmirisului, a acceptat să lupte împotriva unui tiranic Imperiu Moghul pentru a putea obține libertatea de a-și exersa religia, care diferă de ale sale. 

## Pluralism religios și profesii de serviciu uman
Conceptul de pluralism religios este, de asemenea, relevant pentru profesiile de servicii umane, cum ar fi psihologia și munca socială, precum și medicina și asistența medicală, în care profesioniști instruiți pot interacționa cu adepți din diverse tradiții de credință.    De exemplu, psihologul Kenneth Pargament  a descris patru poziții posibile față de credințele religioase și spirituale ale clienților, pe care le-a numit respingător, exclusivist, constructivist și pluralist . Spre deosebire de poziția constructivistă, poziția pluralistă: 
 ... recunoaște existența unei realități absolute religioase sau spirituale, dar permite multiple interpretări și căi spre ea. Spre deosebire de exclusivistul care susține că există o singură cale „până pe muntele lui Dumnezeu”, pluralul recunoaște multe cai ca fiind valabile. Deși atât exclusivistul cât și pluralul pot fi de acord asupra existenței realității religioase sau spirituale, pluralul recunoaște că această realitate este exprimată în culturi diferite și de oameni diferiți în moduri diferite.  (p. 167)  
 Important, „terapeutul pluralist poate deține convingeri religioase personale, în timp ce îi apreciază pe cei ai unui client cu credințe religioase diferite. Pluralistul recunoaște că diferențele de valoare religioasă pot și vor exista între consilieri și clienți, fără a afecta negativ terapia "(p.   168).  Situațiile implicate de aceste patru orientări care ajută la câteva aspecte cheie, cum ar fi „ar trebui discutate problemele religioase în consiliere?” (pag.   362, tabelul 12.1). 
Meseria de capelan, o profesie religioasă, trebuie să se ocupe de asemenea de problemele pluralismului și de relevanța unei poziții pluraliste. De exemplu, Friberg (2001) susține: „Cu populații în creștere de imigranți și adepți ai religiilor care nu au fost văzute anterior în număr semnificativ în America de Nord, îngrijirea spirituală trebuie să ia în serios religia și diversitatea."(p.   182). 

## Vezi si
- Category:Catholic ecumenical and interfaith relations
- Comparative religion
- Freedom of religion
- Global Centre for Pluralism
- Indifferentism
- Interreligious organization
- Institute for Interreligious Dialogue
- Multiconfessionalism
- Multifaith space
- Nondualism
- Perennial philosophy
- Pontifical Council for Interreligious Dialogue
- Pontifical Council for Promoting Christian Unity
- Progressive Christianity
- Projects working for peace among Israelis and Arabs
- Religious harmony in India
- Religious liberalism
- Unitarian Universalism
- United Religions Initiative
- Universalism
- World Council of Churches

### Lucrari citate
- Beneke, Chris (2006) Dincolo de toleranță: originile religioase ale pluralismului american (New York: Oxford University Press).
- Eck, Diane (2001) O nouă religie americană: cum a devenit o „țară creștină” cea mai religioasă națiune din lume (San Francisco: Harper).
- Emet Ve-Emunah: Declarația principiilor iudaismului conservator, Robert Gordis și colab., Seminarul Teologic Evreiesc și Adunarea Rabinică, 1988.
- Ashk Dahlén, Sirat al-mustaqim: Una sau multe? Pluralismul religios printre intelectualii musulmani din Iran în The Blackwell Companion to Contemporary Islamic Think, ed. Ibrahim Abu-Rabi, Oxford, 2006.
- Reguli fundamentale pentru un dialog creștin-evreiesc în Rădăcină și filială, Robert Gordis, Univ. din Chicago Press, 1962
- Hutchison, William R. (2003) Pluralismul religios în America: istoria controversată a unui ideal fondator (New Haven: Yale University Press).
- Kalmin, Richard (1994), Creștini și eretici în literatura rabinică a antichității târzii, Harvard Theological Review, Volumul 87 (2), p.   155-169.
- Spre o întâlnire teologică: Înțelegeri evreiești din Christiantiy Ed. Leon Klenicki, Press Paulist / Stimulus, 1991
- Momen, M. (1997). A Short Introduction to the Bahá'í Faith. Oxford, UK: One World Publications. ISBN 1-85168-209-0.  Momen, M. (1997). A Short Introduction to the Bahá'í Faith. Oxford, UK: One World Publications. ISBN 1-85168-209-0.  Momen, M. (1997). A Short Introduction to the Bahá'í Faith. Oxford, UK: One World Publications. ISBN 1-85168-209-0.
- Monecal, Maria Rosa (2002), Ornamentul lumii: modul în care musulmanii, evreii și creștinii au creat o cultură de toleranță în Spania medievală (Boston: Little, Brown și Company)
- Oamenii lui Dumnezeu, Popoarele lui Dumnezeu Ed. Hans Ucko, Publicații WCC, 1996
- Kenneth Einar Himma, „Finding a High Road: The Moral Case for Salvific Pluralism”, Revista internațională pentru filosofia religiei, vol. 52, nr. 1 (august 2002), 1-33

## Citirea ulterioară
- Ankerl, Guy (2000) [2000]. Global communication without universal civilization. INU societal research. Vol.1: Coexisting contemporary civilizations : Arabo-Muslim, Bharati, Chinese, and Western. Geneva: INU Press. ISBN 2-88155-004-5.  Ankerl, Guy (2000) [2000]. Global communication without universal civilization. INU societal research. Vol.1: Coexisting contemporary civilizations : Arabo-Muslim, Bharati, Chinese, and Western. Geneva: INU Press. ISBN 2-88155-004-5.  Ankerl, Guy (2000) [2000]. Global communication without universal civilization. INU societal research. Vol.1: Coexisting contemporary civilizations : Arabo-Muslim, Bharati, Chinese, and Western. Geneva: INU Press. ISBN 2-88155-004-5.
- Albanese, Catherine, America: Religii și religie . Belmont: PUBLISHING WADSWORTH, 1998, ISBN: 0-534-50457-4

### Budism
- Standing for the Middle Way: o perspectivă budistă asupra libertății religioase Arhivat în 13 mai 2021, la Wayback Machine.

### Creștinism
- Nostra Aetate, declarația Bisericii Catolice cu privire la religiile necreștine (1965)
- Yves Congar (1904-1995), călugăr dominican, pionier al pluralismului religios
- Consiliul Mondial al Bisericilor Bibliografia lucrărilor asupra pluralismului religios

### Hinduism
- Big Picture TV Arhivat în 16 octombrie 2009, la Wayback Machine. Video de Ela Gandhi, nepoata lui Mahatma Gandhi, vorbind despre pluralism religios

### Islam
- Islamul și pluralismul religios de Ayatullah Murtadha Mutahhari
- Spirituale planuri de lecție educație pentru copii link mort

### Iudaismul
- Imperativul pluralismului religios: o viziune conservatoare evreiască
- Darbu Emet: o declarație evreiască despre creștinism Arhivat în 21 februarie 2020, la Wayback Machine.